# میگل رینا
میگل رینا (انگلیسی: Miguel Reina؛ زادهٔ ۲۱ ژانویهٔ ۱۹۴۶) بازیکن فوتبال اهل اسپانیا است.
از باشگاه‌هایی که در آن بازی کرده‌است می‌توان به باشگاه فوتبال اتلتیکو مادرید، باشگاه فوتبال کوردوبا، و باشگاه فوتبال بارسلونا اشاره کرد.
وی همچنین در تیم‌های ملی فوتبال زیر ۱۸ سال اسپانیا، زیر ۲۳ سال اسپانیا، Spain national amateur football team، و اسپانیا بازی کرده‌است.